# Lex Aquilia
De Lex Aquilia is een Romeinse wet, die wellicht tot stand kwam naar aanleiding van de derde secessio plebis. Deze wet was een van de eerste plebiscieten sinds de Lex Hortensia kracht van wet had verleend aan de regelgevende beslissingen van de plebs in de concilia plebis. Hoofddoel was het verkrijgen van meer rechtszekerheid voor betwistingen inzake schade. Voordien was het voor de dader doorgaans uiterst moeilijk om aan te tonen dat de beschadiging van een bepaalde zaak minder erg was dan wat er door de tegenpartij als schadeloosstelling voor werd geëist. Vandaar bijvoorbeeld dat in de Lex Aquilia een duidelijk onderscheid wordt gemaakt tussen het doden van een slaaf of een viervoetig huisdier en het verwonden ervan.
De Lex Aquilia omvat drie hoofdstukken of delen:
1. Het doden van een slaaf of een quadrupes (viervoetig veedier).
De schadeloosstelling bedraagt de hoogste waarde in het voorbije jaar.
2. Het vervolgen van de ontrouwe adstipulator (medeschuldeiser) in een verbintenis.
De schadeloosstelling bedraagt de waarde vermeld in de vordering.
3. Het verwonden van een slaaf of een quadrupes alsmede de beschadiging van andere zaken (bv. een kar).
De schadeloosstelling bedraagt de hoogste waarde van de laatste 30 dagen.

## Uitbreiding van de toepassingssfeer van de Lex Aquilia
De indeling van de Lex Aquilia werd ook in het latere Romeinse recht gehandhaafd. Hoofdstuk 2 werd echter na enige tijd echter nog zelden toegepast, omdat een ander rechtsmiddel, met name de actio mandati, ter zake doeltreffender bleek. De actiones legis Aquiliae kwamen aanvankelijk alleen toe aan de civiele eigenaar over slaaf, dier of goed. Belangrijk is evenwel dat de toepassingssfeer van de Lex Aquilia over de jaren door tussenkomst van de praetor in aanzienlijke mate werd uitgebreid.

## Uitbreiding ratione personae
De Lex Aquilia is oorspronkelijk een regeling van het ius civile (de Romeinse versie van privaatrecht). Zij kon bijgevolg slechts ingeroepen worden door Romeinse burgers. Bovendien konden aanvankelijk slechts eigenaars van een slaaf, dier of goed een beroep doen op de bepalingen ervan. Na verloop van tijd werd de regeling door de praetor uitgebreid tot bijvoorbeeld pachters en vruchtgebruikers. Aan de peregrini (de vrije inwoners van het Romeinse Rijk die niet uit Rome kwamen) verleende de praetor een actio utilis (een actie met een fictie), waarbij de rechter dus oordeelde alsof een niet werkelijk geschiedt feit wel tot de werkelijkheid behoorde. Door het opnemen van de zinsnede 'si civis romanus esset' ("als hij Romeins burger is") in de formula van de vordering werden de bepalingen van de Lex Aquilia ook op hen van toepassing.
In de latere keizertijd kon de Lex Aquilia ook ingeroepen worden door vrije personen aan wie lichamelijk letsel was toegebracht. Op die wijze konden werklui bijvoorbeeld een schadevergoeding eisen naar aanleiding van een arbeidsongeval.

## Uitbreiding ratione materiae
Reeds tijdens de klassieke periode diende de schade niet langer rechtstreeks door iemand aan een zaak te gebeuren, zoals het verwonden van een slaaf. Ook bijvoorbeeld vergiftiging van een slaaf door een verkeerd geneesmiddel viel dan onder de schaderegeling van de Lex Aquilia. Tijdens de eerste eeuw voor Christus was de wet bovendien reeds uitgebreid tot onroerende goederen, met name huizen en gronden.